# Verbraucherbildung
Verbraucherbildung (auch Konsumentenbildung, engl. Consumer Education; früher Verbrauchererziehung) bezieht sich auf die Vermittlung von Alltagskompetenzen. Dazu zählt unter anderem die Vermittlung von Finanzkompetenzen wie etwa die Budgetplanung für die Gestaltung und Bewältigung des alltäglichen Finanzmanagements. Daneben vermittelt Verbraucherbildung insbesondere Kompetenzen in den Bereichen gesunde Ernährung, Umweltbildung, Bildung für nachhaltige Entwicklung, Medien oder Umgang mit Werbung.
Verbraucherbildung will Konsumenten dazu befähigen, dass
- sie verantwortlich einkaufen,
- sie ihr zur Verfügung stehendes Budget verantwortlich verwalten,
- sie Vorsorge für kritische Lebenssituationen treffen (Alter, Krankheit, Unfall etc.),
- die Gesundheitsvorsorge für die Erwachsenen und die ihnen anvertrauten Kinder gelingt und
- ökologische und sozial-ethische Werte in Konsumentscheidungen berücksichtigt werden.

Der Gegenstandsbereich der Verbraucherbildung umfasst damit unter anderem ökonomische, ökologische, technische, rechtliche, politische, kulturelle, sozial- und naturwissenschaftliche Dimensionen. Verbraucherbildung kann deshalb nicht einer bestimmten Fachwissenschaft zugeordnet werden. Als geeignete Grundlage steht die Warenlehre in Österreich zur Diskussion.
Verbraucherbildung in Deutschland ist bislang nur rudimentärer Bestandteil schulischer Bildungsangebote. Angebote zur Verbraucherbildung finden sich vor allem in der Erwachsenenbildung und im Fernunterricht. Die Situation der Verbraucherbildung an den Regelschulen ist uneinheitlich und unübersichtlich. In der Verbraucherbildung engagierte Organisationen wie etwa der deutsche Verbraucherzentrale Bundesverband e. V. fordern daher seit Langem eine bundesweite Aufwertung der Verbraucherbildung innerhalb der Lehrplänen der Bundesländer.

## Genese und Entwicklung der Verbraucherbildung
Ihre Anfänge hatte die Verbraucherbildung in der hauswirtschaftlich orientierten Mädchenbildung im letzten Drittel des 19. Jahrhunderts.
Ansätze einer theoretischen Fundierung der Verbraucherbildung finden sich in Deutschland vor allem seit den 1960er Jahren. In den folgenden zwei Jahrzehnten entstanden zahlreiche Konzepte, Materialien, Medien zur Verbraucherbildung.
Besonders Haushalts-, Wirtschafts- und Arbeitslehre können als „Trägerfächer“ der Verbraucherbildung in allgemein bildenden Schulen angesehen werden. Unterstützung haben diese Fächer von den Verbraucherberatungsstellen und den Verbraucherverbänden (z. B. „Stiftung Verbraucherinstitut“, „Arbeitsgemeinschaft der Verbraucherverbände“ u. a.), die heute im Verbraucherzentrale Bundesverband e. V. / vzbv zusammengeschlossen sind, erfahren.
Insbesondere in den 1990er Jahren hat die schulische Verbraucherbildung an Bedeutung verloren und ist erst in letzter Zeit – mit den ständig wachsenden Forderungen nach Eigenverantwortung usw. der Konsumenten – wieder stärker in den Blickpunkt der wissenschaftlichen und bildungspolitischen Auseinandersetzung gerückt.
Vor diesem Hintergrund wurden erste Bildungsziele, -standards und Kompetenzen für die Ernährungs- und Verbraucherbildung erarbeitet, insbesondere durch das vom Bundesministerium für Landwirtschaft, Ernährung und Verbraucherschutz geförderte Projekt REVIS (Reform zur Ernährungs- und Verbraucherbildung in Schulen). Das Forschungsprojekt der Universitäten Paderborn und Flensburg erstellte zudem ein Kerncurriculum für die Ernährungs- und Verbraucherbildung.

## Zum Verständnis von Verbraucherbildung heute
Hier wird unter Verbraucherbildung die Befähigung zu Wissen, Verstehen, Reflexion und Handeln in unterschiedlichen Konsumfeldern auf der Grundlage individueller und sozialer Bedürfnisse (u. a. gesundheitsorientierter, ökologischer Entscheidungen und anderer ethischer Werthaltungen) verstanden. Verbraucherbildung wird also aus der Perspektive der Menschen als handelnde Verbraucher betrachtet.
Verbraucherbildung hat demnach die Aufgabe, im Sinne der nachhaltigen Entwicklung die Zusammenhänge von Produktion und Konsum in ihren ökonomischen, ökologischen und sozialen Aspekten aufzuzeigen und die Individuen zu befähigen, Rahmenbedingungen ihres Handelns selbst zu gestalten und für ihr Konsumhandeln Verantwortung zu übernehmen. Damit dies gelingt benötigen sie Kompetenzen für die Ausgestaltung ihres individuellen Ressourcenmanagements, für die Bewältigung ihrer ökonomischen und sozialen Sicherung und für die Entwicklung und Umsetzung nachhaltiger Aspekte von Lebens- und Haushaltsstilen.